# Мильдштедт
Мильдштедт (нем. Mildstedt) — община в Германии, в земле Шлезвиг-Гольштейн.
Входит в состав района Северная Фризия. Подчиняется управлению Нордзе-Трене. Население составляет 3786 человек (на 31 декабря 2010 года). Занимает площадь 8,71 км².
Официальным языком в населённом пункте, помимо немецкого, является севернофризский.